# Chome
Chome är en ort i Mexiko.   Den ligger i kommunen Amatitán och delstaten Jalisco, i den centrala delen av landet, 500 km väster om huvudstaden Mexico City. Chome ligger 999 meter över havet och antalet invånare är 190.
Terrängen runt Chome är kuperad åt sydväst, men åt nordost är den bergig. Runt Chome är det mycket tätbefolkat, med 1 018 invånare per kvadratkilometer. Närmaste större samhälle är Tequila, 10,5 km väster om Chome. Trakten runt Chome består till största delen av jordbruksmark.